# Joanna Paprocka
Joanna Maria Paprocka (ur. 25 września 1983 w Warszawie) – polska taekwondzistka, wielokrotna mistrzyni świata, Europy i Polski, zdobywczyni Pucharu Świata, Europy i Polski w Taekwon-do ITF w kategorii walk indywidualnych do 63 kg.

## Dotychczasowe osiągnięcia
Mistrzostwa Świata:
2013 III m-ce Mistrzostwa Świata Seniorów, Hiszpania, Benidorm

2011 II m-ce Mistrzostwa Świata Seniorów, Nowa Zelandia, Wellington 

2009 I m-ce Mistrzostwa Świata Seniorów, Argentyna, Mar Del Plata 

2007 I m-ce Mistrzostwa Świata Seniorów, Kanada, Quebec

2005 I m-ce Mistrzostwa Świata Seniorów – Niemcy, Dortmund

2003 I m-ce Mistrzostwa Świata Seniorów (drużynowe)-Polska, Warszawa 

2001 III m-ce Mistrzostwa Świata Seniorów (drużynowe)–Włochy, Rimini

2000 II m-ce Mistrzostwa Świata Juniorów – Korea Płn., Pjongjang

1998 I m-ce Mistrzostwa Świata Juniorów (drużynowe) – Indie, New Delhi

Puchary Świata:
2012 I m-ce Puchar Świata - Anglia, Brighton

2008 I m-ce Puchar Świata- Włochy, Riva Del Garda

2006 I m-ce Puchar Świata – Hiszpania, Benidorm

2004 I m-ce Puchar Świata – USA, Orlando

Mistrzostwa Europy:
2014 I m-ce Mistrzostwa Europy Seniorów - Włochy, Riccione
2013 I m-ce Mistrzostwa Europy Seniorów - Szwecja, Skovde
2011 II m-ce Mistrzostwa Europy Seniorów - Słowacja, Bratysława

2009 I m-ce Mistrzostwa Europy Seniorów - Hiszpania, Benidorm

2008 I m-ce Mistrzostwa Europy Seniorów – Polska, Wrocław 

2007 I m-ce Mistrzostwa Europy Seniorów (drużynowe) –Słowacja, Poprad 

2006 I, II m-ce Mistrzostwa Europy Seniorów – Rumunia, Constanta

2005 I m-ce Mistrzostwa Europy Seniorów – Włochy, Terracina 

2004 I m-ce Mistrzostwa Europy Seniorów – Finlandia, Tampere

2003 I m-ce Mistrzostwa Europy Seniorów (drużynowe)-Chorwacja, Rijeka

2002 I m-ce Mistrzostwa Europy Seniorów (drużynowe) – Czechy, Trebon

2001 I m-ce Mistrzostwa Europy Juniorów – Hiszpania, La Vila Joiosa

2000 I m-ce Mistrzostwa Europy Juniorów – Szkocja, Edinburgh

1999 I m-ce Mistrzostwa Europy Juniorów – Włochy, Riccione

Puchary Europy: 

2010 I m-ce Puchar Europy - Słowacja, Bratysława

2009 I m-ce Puchar Europy – Polska, Lublin

2007 I m-ce Puchar Europy – Finlandia, Tampere

2005 I m-ce Puchar Europy- Anglia, Crawley

Mistrzostwa Polski: 
2011 I m-ce Mistrzostwa Polski Seniorów, Rybnik
2009 III m-ce Mistrzostwa Polski Seniorów, Częstochowa

2008 I m-ce Mistrzostwa Polski Seniorów, Radzyń Podlaski

2007 I m-ce Mistrzostwa Polski Seniorów, Biała Podlaska

2006 I m-ce Mistrzostwa Polski Seniorów, Kielce

2005 I m-ce Mistrzostwa Polski Seniorów, Wieluń

2004 I m-ce Mistrzostwa Polski Seniorów, Lublin 

2003 III m-ce Mistrzostwa Polski Seniorów (drużynowe),Lubartów

2002 I m-ce Mistrzostwa Polski Seniorów, Głubczyce

2001 I m-ce Mistrzostwa Polski Seniorów, Lublin

2000 I m-ce Mistrzostwa Polski Seniorów, Brzeg Dolny

2000 I m-ce Mistrzostwa Polski Juniorów, Bystrzyca Kłodzka

1998 I m-ce Mistrzostwa Polski Juniorów Młodszych, Śrem

Puchary Polski:
2014 II m-ce Puchar Polski Seniorów, Ciechanów
2013 I m-ce Puchar Polski Seniorów, Kłobuck
2011 I m-ce Puchar Polski Seniorów, Kłobuck
2010 I m-ce Puchar Polski Seniorów, Sandomierz

2009 I, III m-ce Puchar Polski Seniorów, Poznań

2008 I, III m-ce Puchar Polski Seniorów, Kłobuck 

2007 I III m-ce Puchar Polski Seniorów, Lublin	

2006 I, III m-ce Puchar Polski Seniorów, Starachowice

2005 I m-ce Puchar Polski Seniorów, Nowa Ruda	

2004 I m-ce Puchar Polski Seniorów, Nowy Dwór Mazowiecki	

2002 I m-ce Puchar Polski Seniorów, Ciechanów	

2001 I m-ce Puchar Polski juniorów, Lubartów	

2000 I m-ce Puchar Polski juniorów, Radzyń

1999 I m-ce Puchar Polski juniorów, Brzeg Dolny

Grand Prix:

2008 I, III m-ce Grand Prix, Syców

Mistrzostwa Otwarte:

2009 I m-ce New York Tournament, USA, New York

2008 I m-ce Master Mazovia Cup, Polska, Ciechanów

2008 I m-ce Viking Cup, Szwecja, Skovde

2007 I m-ce Mistrzostwa Północnej Ameryki i Karaibów, USA, NY

2007 I m-ce Viking Cup, Szwecja, Skovde

2006 I m-ce Viking Cup, Szwecja, Skovde

2005 I m-ce Viking Cup, Szwecja, Skovde

2004 I m-ce Mistrzostwa Anglii

2004 II m-ce Grand Impact, Anglia

2003 I m-ce Viking Cup, Szwecja, Skovde

2002 I m-ce Viking Cup, Szwecja, Skovde

2001 I m-ce Mistrzostwa Rosji Seniorów, Saint-Petersburg

1999 I m-ce Mistrzostwa Niemiec, Lünen

1997 I m-ce Mistrzostwa Włoch, Riccione

Mecze Międzynarodowe:

2006.03.26 I m-ce Mecz Międzynarodowy Anglia- Finlandia- Niemcy-Rosja- Szwecja-Ukraina (Warszawa)

2005.04.01 I m-ce, Mecz Międzynarodowy Anglia- Finlandia- Niemcy- Rumunia- Rosja-Szwecja, (Lubartów)

2004.04.23 I m-ce, Mecz Międzynarodowy Szwecja- Niemcy- Rumunia- Finlandia- Polska, (Wrocław)

2004.04.25 I m-ce, Mecz Międzynarodowy Szwecja- Niemcy- Rumunia- Finlandia- Polska, (Legnica)

2002.03.08 I m-ce, Mecz Międzynarodowy Czechy- Szwecja- Ukraina- Polska, (Lublin)

2001.03.16 I m-ce, Mecz Międzynarodowy Szwecja- Ukraina- Uzbekistan-Polska, (Olsztyn)

2001.03.18 I m-ce, Mecz Międzynarodowy Szwecja- Ukraina- Uzbekistan-Polska, (Warszawa)

1996 – 2000 Mistrzostwo Makroregionu Mazursko-Warszawskiego

1996 – 2004 Mistrzostwo Warszawy

2000 r. Zdobycie Stopnia Mistrzowskiego (pierwszy Dan)